# Ryan Ledson
Ryan Graham Ledson (Liverpool, 19 augustus 1997) is een Engels voetballer die bij voorkeur als centrale middenvelder speelt. Hij stroomde in 2014 door vanuit de jeugd van Everton.

## Clubcarrière
Op vijfjarige leeftijd kwam Ledson in de jeugdacademie van Everton terecht. Op zijn zeventiende verjaardag tekende hij zijn eerste profcontract, waarmee hij zich voor drie seizoenen verbond aan de club. Op 26 april 2014 mocht hij voor het eerst op de bank plaatsnemen toen Everton het op verplaatsing opnam in het St. Mary's Stadium tegen Southampton. Op 11 december 2014 debuteerde de centrale middenvelder voor The Toffees in de zesde en laatste groepswedstrijd van de UEFA Europa League tegen FK Krasnodar. Hij mocht de volledige wedstrijd meedoen. Everton, dat zich reeds had gekwalificeerd voor de volgende ronde, verloor in het eigen Goodison Park met 0-1.

## Interlandcarrière
Ledson kwam uit voor diverse Engelse nationale jeugdelftallen. In mei 2014 nam hij met Engeland –17 deel aan het Europees kampioenschap voor spelers onder 17 jaar in Malta, waar hijzelf aanvoerder was. Engeland –17 won het toernooi nadat het in de finale Nederland –17 versloeg na strafschoppen.

## Statistieken
| Club    | Seizoen | Premier League | Premier League | FA Cup | FA Cup | League Cup | League Cup | Europa | Europa | Andere | Andere | Totaal | Totaal |
| Club    | Seizoen | Wed            | Goals          | Wed    | Goals  | Wed        | Goals      | Wed    | Goals  | Wed    | Goals  | Wed    | Goals  |
| ------- | ------- | -------------- | -------------- | ------ | ------ | ---------- | ---------- | ------ | ------ | ------ | ------ | ------ | ------ |
| Everton | 2014–15 | 0              | 0              | 0      | 0      | 0          | 0          | 1      | 0      | 0      | 0      | 1      | 0      |
| Everton | Totaal  | 0              | 0              | 0      | 0      | 0          | 0          | 1      | 0      | 0      | 0      | 1      | 0      |

## Erelijst
| Europees kampioen -17 | 1x | 2014 |

1 Pickford ·
2 Patterson ·
5 Keane ·
6 Tarkowski ·
7 McNeil ·
8 Mangala ·
9 Calvert-Lewin ·
10 Ndiaye ·
11 Harrison ·
12 Virgínia ·
14 Beto ·
14 O'Brien ·
16 Doucouré ·
17 Chermiti ·
18 Young ·
19 Mykolenko ·
22 Broja ·
23 Coleman  ·
27 Gueye ·
29 Lindstrøm ·
31 Begović ·
32 Branthwaite ·
37 Garner ·
42 Iroegbunam ·
75 Dixon ·
Coach: Dyche
· Assistent-coach: Stone
· Assistent-coach: Woan
· Keeperstrainer: Kelly